# Hans Wichary
Hans Scott Wichary (* 18. Oktober 1962 in Long Beach; † 8. Mai 2004 in Santa Ysabel) war ein US-amerikanisch-deutscher Basketballspieler.

## Leben
Wichary, dessen Vater 1961 von Deutschland in die Vereinigten Staaten auswanderte, spielte an der University City High School in San Diego Basketball und Tennis. Von 1980 bis 1984 studierte Wichary an der Stanford University und stand für deren Basketballmannschaft in 86 Spielen auf dem Feld, in denen der 2,05 Meter große Innenspieler im Durchschnitt 6,8 Punkte sowie 4,4 Rebounds erzielte.
Nach dem Abschluss seines Wirtschaftsstudiums ging Wichary nach Deutschland und spielte dort von 1985 bis 1989 beim BSC Saturn Köln, OSC Bremerhaven, Göttingen und Ludwigsburg als Profi. 1987 nahm er als Spieler der SpVgg 07 Ludwigsburg am ersten All-Star-Spiel der Basketball-Bundesliga teil und gewann den Dreierwettbewerb.
Nach seiner Rückkehr in die Vereinigten Staaten war der Vater zweier Töchter beruflich im Bereich Telekommunikation tätig und spielte in Kalifornien erfolgreich Tennis in Seniorenwettkämpfen. Er kam im Alter von 41 Jahren bei einem Fahrradunfall ums Leben.